# La Bouille
La Bouille is een gemeente in het Franse departement Seine-Maritime (regio Normandië) en telt 764 inwoners (2014). De plaats maakt deel uit van het arrondissement Rouen.

## Geografie
De oppervlakte van La Bouille bedraagt 1,3 km², de bevolkingsdichtheid is 621,5 inwoners per km². De plaats ligt aan de Seine.
De onderstaande kaart toont de ligging van La Bouille met de belangrijkste infrastructuur en aangrenzende gemeenten.

## Demografie
Onderstaande figuur toont het verloop van het inwonertal (bron: INSEE-tellingen).

## Geboren in La Bouille
- Hector Malot (1930-1907), schrijver van onder andere Alleen op de wereld

## Externe links

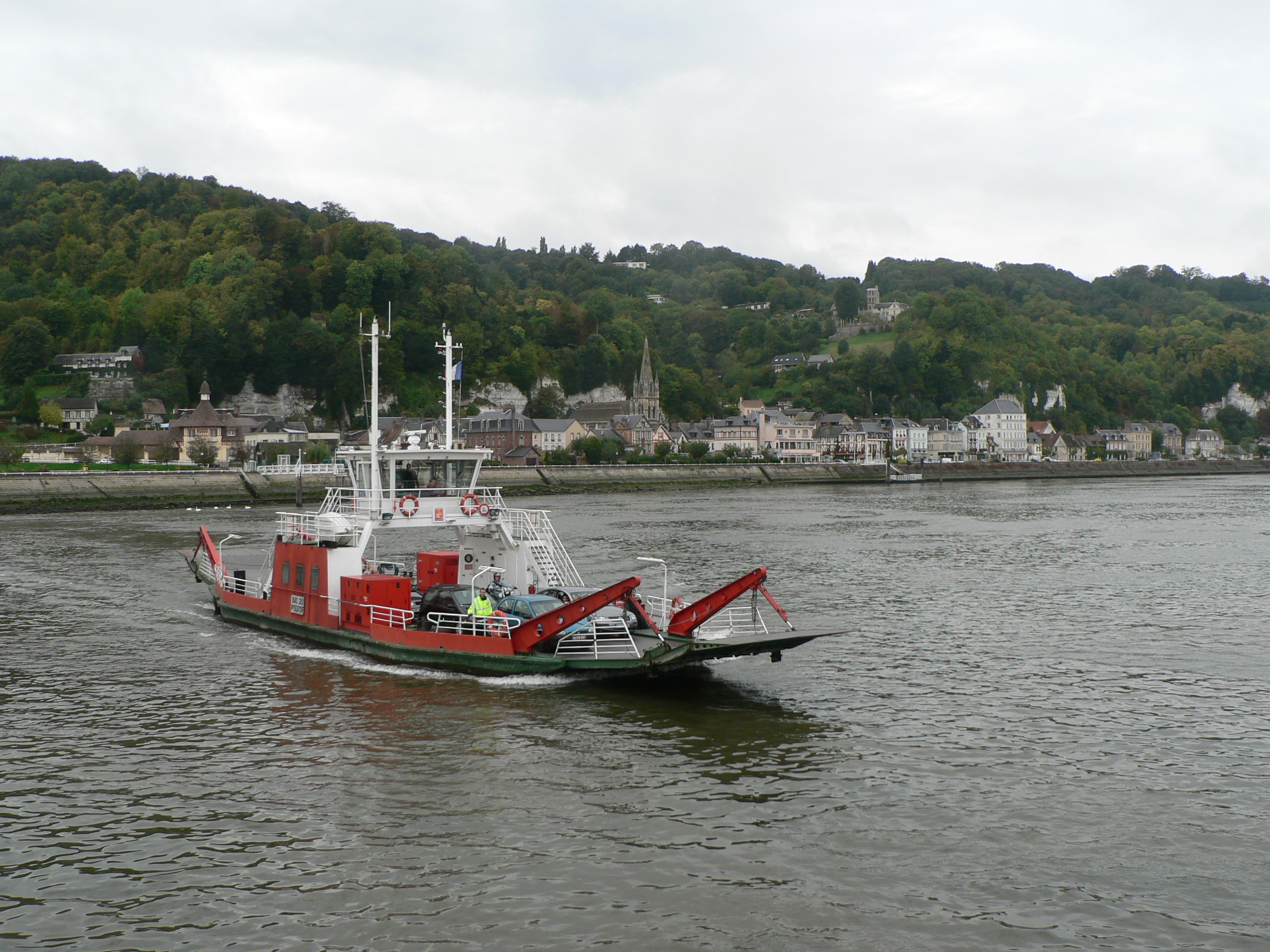
Veerpont van La Bouille